# Fukuoka BRT

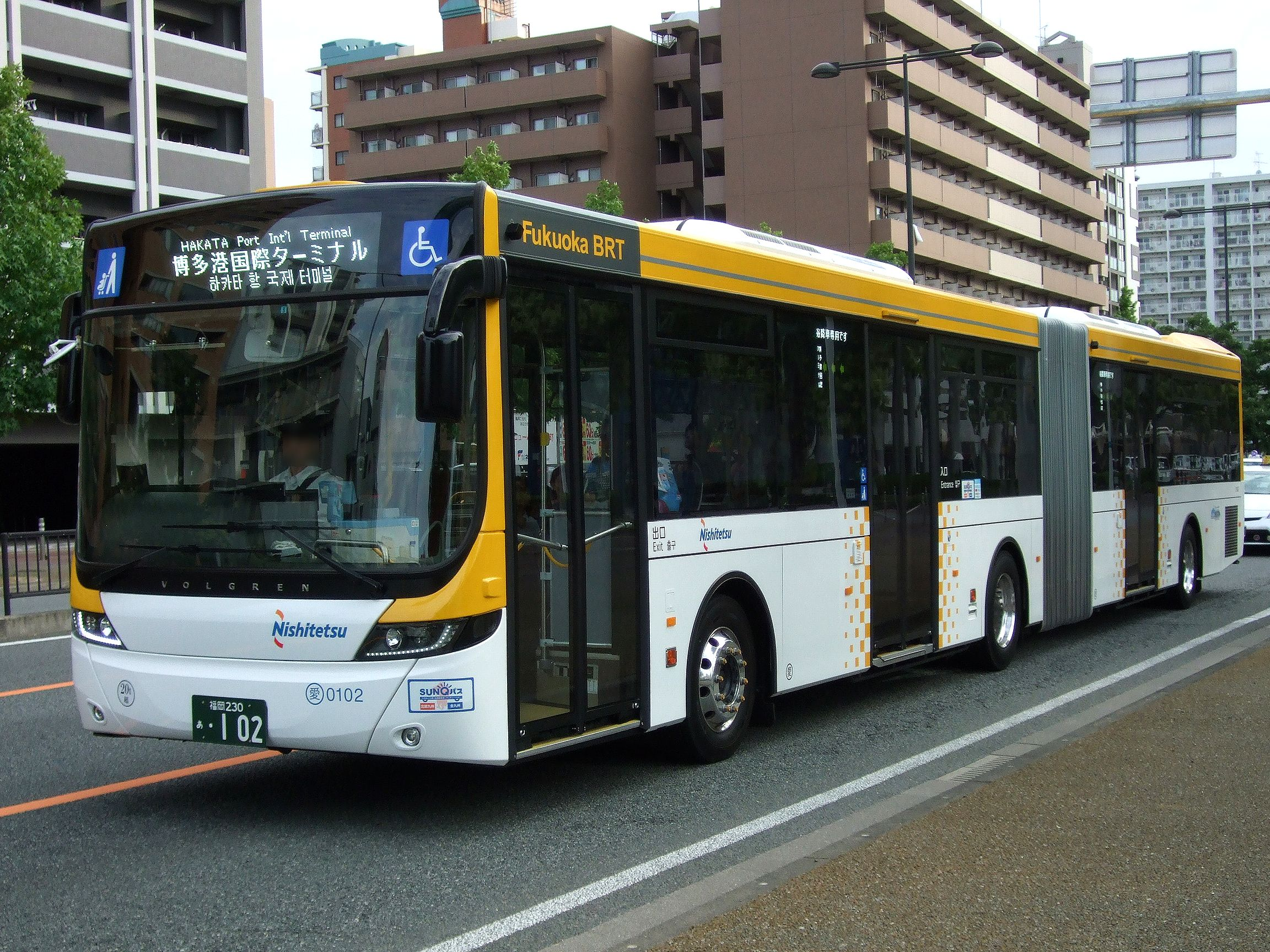
愛宕浜営業所0102

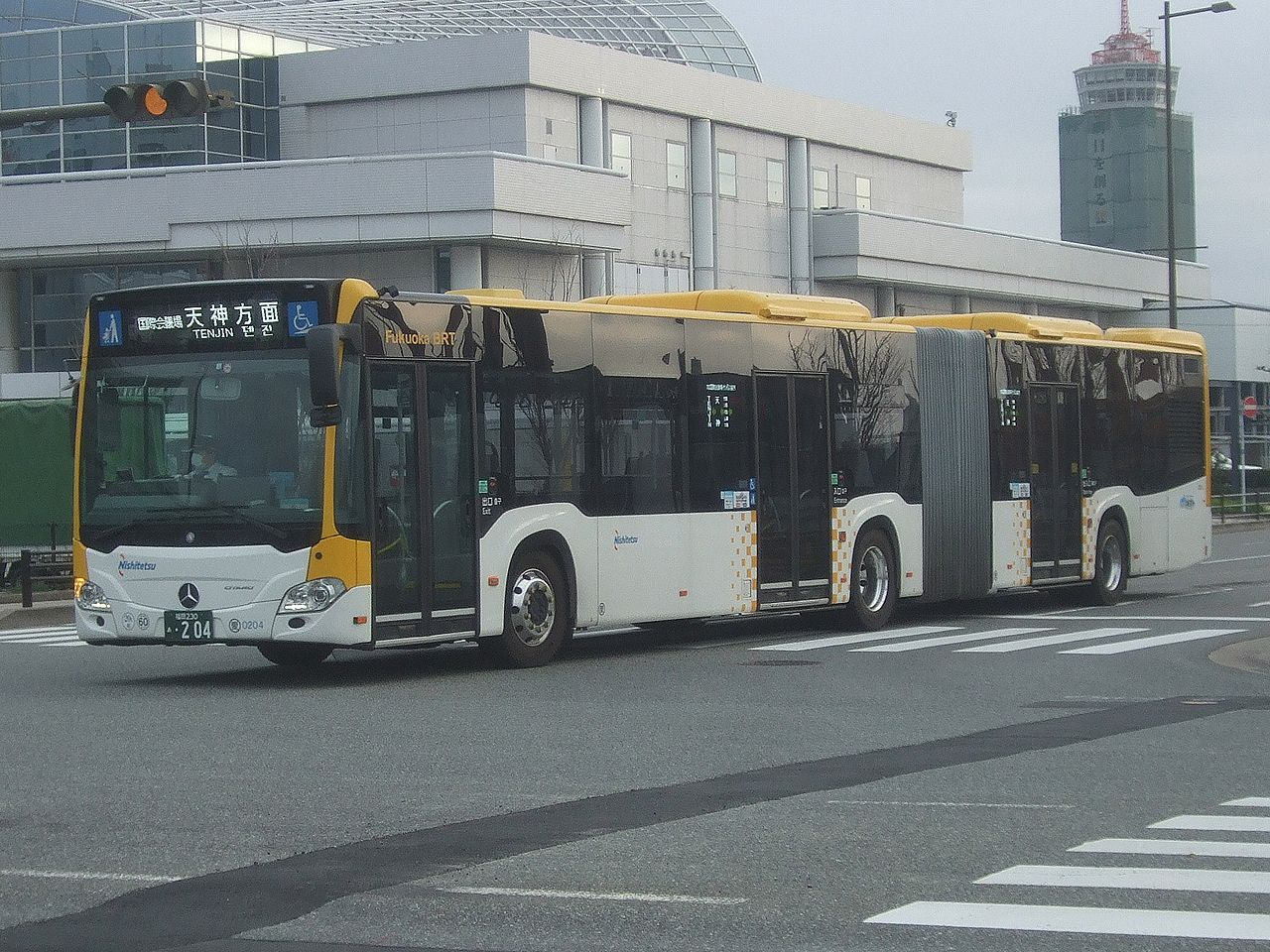
愛宕浜営業所0204

Fukuoka BRT（ふくおかビーアールティー）は、福岡県福岡市博多区・中央区を中心に運行される西日本鉄道（西鉄）のバス路線である。
西鉄と福岡市が共同で実施する都心循環BRTの試行として2016年（平成28年）8月8日より運行している。

## 沿革
- 2015年4月16日 西鉄と福岡市は、福岡市都心3拠点（天神地区、博多駅地区、ウォーターフロント地区）を結ぶ新たな交通システム「都心循環BRT」の導入に取り組むことを発表[1]。この一環として連節バスを運行することも明らかにされた。
- 2015年8月24日-28日 神奈川中央交通より連節バス（あ201・厚木営業所所属）を借用し、想定ルートでの夜間の試運転を実施[2]。
- 2016年3月22日 実際の営業運行に使用する車両2台を使用しての昼間の試運転を開始[3]。
- 2016年8月8日 第1段階の試行運行として、天神 - 博多港国際ターミナル(中央埠頭)間、博多駅 - 博多港国際ターミナル(中央埠頭)間での運行開始[4]。両区間とも6往復の運行。上記の昼間試走に使用された2台を正式決定デザインに変更し運用。愛宕浜営業所が担当。
- 2016年10月10日 この日限りで第1段階の試行運行を終了し、第2段階試行運行開始まで運行休止。
- 2016年10月25日 第2段階での試行運行開始。博多港国際ターミナル - 天神 - 博多駅 - 博多港国際ターミナル間の、両方向への循環路線となる。運行本数は従来と同じ6往復。また、それに伴って新たに呉服町、渡辺通一丁目も停車停留所となった。
- 2017年6月10日 第3段階での試行運行を開始。車両6台を追加し、愛宕浜営業所のほか那珂川営業所が新たに担当し、愛宕浜・那珂川2営業所での担当となる。20分-30分間隔となった。また、新たに蔵本に停車するようになった。
- 2017年8月26日 連節バスの営業所から都心への送り込み区間での営業運行を開始。(運行路線の項も参照)
- 2019年3月16日 天神地区でのフリンジパーキング実証実験（ボートレース福岡第1立体駐車場及びグランドパーキング）に合わせ「福岡市民会館」バス停を設置、同バス停に停車するようになった。
- 2019年7月20日 ダイヤ改正。車両5台を追加導入、62往復→94往復へ増発し、15分間隔となる。アイランドシティ営業所が新たに担当。愛宕浜・那珂川・アイランドシティ3営業所での担当となる。

## 運行路線
概ね7時台から8時台にかけて担当3営業所からの送り込みの営業運行を行い、8時台から19時台にかけて都心循環BRTとして運行し、19時台から20時台にかけて営業運行で営業所に戻る形となっている。都心循環BRT、送り込みともに快速または特別快速として運行しており、一部の停留所にのみ停車する。

### 都心循環BRT
天神・博多駅・ウォーターフロント地区を循環する路線。博多港国際ターミナルを起点に、ウォーターフロント地区を通り、天神・博多駅などの都心部を一周し、再びウォーターフロント地区を通って博多港国際ターミナルに戻るラケット型循環路線となっている。また当路線の停留所には番号が付けられている。
内回り
(1)博多港国際ターミナル（中央ふ頭） → (2)マリンメッセ前 → (3)国際会議場・サンパレス前 → (4)福岡市民ホール北口 → (5)天神ワンビル前（7Cのりば） → (6)渡辺通一丁目(サンセルコ前) → (7)博多駅(F) → (8)呉服町 → (9)蔵本 → (3)国際会議場・サンパレス前 → (2)マリンメッセ前 → (1)博多港国際ターミナル（中央ふ頭）
外回り
博多港国際ターミナル（中央ふ頭） → (2)マリンメッセ前 → (3)国際会議場・サンパレス前 → (9)蔵本 → (8)呉服町 → (7)博多駅(A) → (6)渡辺通一丁目（電気ビル共創館前） → (5)天神ソラリアステージ前（2Aのりば） → (4)福岡市民ホール北口 → (3)国際会議場・サンパレス前 → (2)マリンメッセ前 → (1)博多港国際ターミナル（中央ふ頭）

### 愛宕浜営業所からの送り込み
特別快速9
能古渡船場 → 愛宕浜二丁目 → マリナタウン第二 → 郵便局前 → 豊浜団地 → 室見駅 → 藤崎（藤崎バス乗継ターミナル構内） → 西新四丁目 → 鳥飼 → 六本松（こんどう美容室） → 桜坂 → 薬院大通 → 薬院駅前 → 渡辺通一丁目 → （以降はBRT内回りとして運行） → 博多港国際ターミナル（中央ふ頭）
特別快速301
能古渡船場 → 愛宕浜二丁目 → マリナタウン第二 → 郵便局前 → 豊浜団地 → 百道浜四丁目 → 博物館南口 → 西南中高前 → みずほPayPayドーム → 伊崎 → （西公園RP → 都市高速 → 天神北RP） → 天神ワンビル前（7Cのりば） → （以降はBRT内回りとして運行） → 博多港国際ターミナル（中央ふ頭）
特別快速300
博多港国際ターミナル（中央ふ頭） → （この間BRT外回りとして運行） → 博多駅前A → 渡辺通一丁目電気ビル共創館前 → 天神高速バスターミナル前 → （天神北RP → 都市高速 → 西公園RP） → 伊崎 → みずほPayPayドーム → 西南中高前 → 博物館南口 → 百道浜四丁目 → 豊浜団地 → 郵便局前 → 愛宕浜小学校前 → 能古渡船場
朝は城南線経由の特快9番が2本、都市高速経由の特快301番が1本運行される。夜は都市高速経由の特快300番が2本運行され、残る1本は昭和通り経由の回送で営業所に戻る。いずれも特別快速として運行され、上記に記載した停留所のみ停車する。

### 那珂川営業所からの送り込み
特別快速W
博多港国際ターミナル（中央ふ頭） - （この間BRTとして運行） - 天神（那珂川行きはワンビル前7Cのりば・大丸前4Bのりば、中央ふ頭行きはソラリアステージ前2Aのりば） - 渡辺通一丁目電気ビル共創館前 - 渡辺通一丁目FM福岡前 - 那の川 - 日赤前 - 清水町 - 西鉄大橋駅 - 三宅本町 - 向新町 - 老司 - 片縄 - 福岡女子商前 - 那珂川営業所
特別快速47
博多港国際ターミナル（中央ふ頭） - （この間BRTとして運行） - 博多駅前A/F - 美野島一丁目 - 美野島三丁目 - パナソニック前 - 清水一丁目 - 清水二丁目 - 清水四丁目 - 南警察署前 - 西鉄大橋駅 - 三宅本町 - 向新町 - 老司 - 片縄 - 福岡女子商前 - 那珂川営業所
いずれも特別快速として運行され、上記に記載した停留所のみ停車する。朝は中央ふ頭行きの特別快速Wが4本・特別快速47が1本、夜は那珂川営業所行きの特別快速Wが3本・特別快速47番が1本運行される（残り1本は回送）。特別快速Wは他の渡辺通幹線と異なり、西鉄大橋駅以降もW番のまま運行する。
また那珂川営業所行きの特別快速47は始発からBRT区間内でも特別快速47として運行するが、BRT区間内の停車地はBRTと同一である。

### アイランドシティ営業所からの送り込み
特別快速29N
香椎照葉五丁目 → 福岡市総合体育館 → 照葉北小学校前 → 照葉小中学校前 → アイランドシティ中央公園前 → 香椎浜北公園前 → イオンモール香椎浜 → 香椎浜南公園前 → 城浜団地 → 名島運動公園前 → （名島RP → 都市高速 → 呉服町RP） → 呉服町 → （以降はBRT外回りとして運行）→ 博多港国際ターミナル（中央ふ頭）
特別快速直行
香椎照葉センターマークス前 → 福岡市総合体育館 → 照葉北小学校前 → 照葉小中学校前 → アイランドシティ中央公園前 → 香椎浜北公園前 → イオンモール香椎浜 → （香椎浜RP →都市高速 → 天神北RP） → 天神ワンビル前（7Cのりば） →（以降はBRT内回りとして運行）→ 博多港国際ターミナル（中央ふ頭）
特別快速22T
香椎照葉センターマークス前 → 福岡市総合体育館 → 照葉北小学校前 → 照葉小中学校前 → アイランドシティ中央公園前 → 香椎浜北公園前 → イオンモール香椎浜→ 香椎浜南公園前 → 城浜団地 → 名島運動公園前 → （名島RP → 都市高速 → 天神北RP） → 天神（ソラリアステージ前(福ビル街区)7Cのりば） → （以降はBRT内回りとして運行） → 博多港国際ターミナル（中央ふ頭）
特別快速22N
天神中央郵便局前 → 蔵本 → （呉服町RP → 都市高速 → 名島RP） → 名島運動公園前 → 城浜団地 → 香椎浜南公園前 → イオンモール香椎浜 → 香椎浜北公園前 → アイランドシティ中央公園前 → 照葉小中学校前 → 照葉北小学校前 → 福岡市総合体育館 → 香椎照葉センターマークス前
いずれも特別快速として運行され、上記に記載した停留所のみ停車する。朝には中央ふ頭行きの特別快速22T、特別快速29N、特別快速直行が各1本運行される。特別快速直行はアイランドシティ照葉から天神方面を結ぶ「直行」と同じ香椎浜ランプ・天神北ランプを利用し、天神以降快速BRTとなることから「特別快速」となっているが、直行とは異なり、天神中央郵便局前には停車しない。
夜には天神発香椎照葉センターマークス前行きの特別快速22Nが2本運行される。博多港国際ターミナルから天神中央郵便局前までは回送する。残る1本は回送で営業所に戻る。

## 備考
- 運賃は他の系統と同一。後中乗り前降りで、ICカード利用でチャージ不要の場合のみ後扉から降車可能。一部の停留所では後扉での乗降扱いを行わない。
- 送り込み区間での後ドアからの降車は薬院駅前のみ可能である。
- なお、今後さらに車両の増備や運行ルートの変更が行われる予定。
- 西鉄バス北九州でも、連節バスが導入されており、Kitakyushu BRTとして運行されている。
- 運行を担当している3営業所以外の乗務員で社内の有資格者が応援で乗務を担当する場合もある。なお応援の場合は北九州と同様原則近隣の営業所の乗務員で対応する。

## 車両

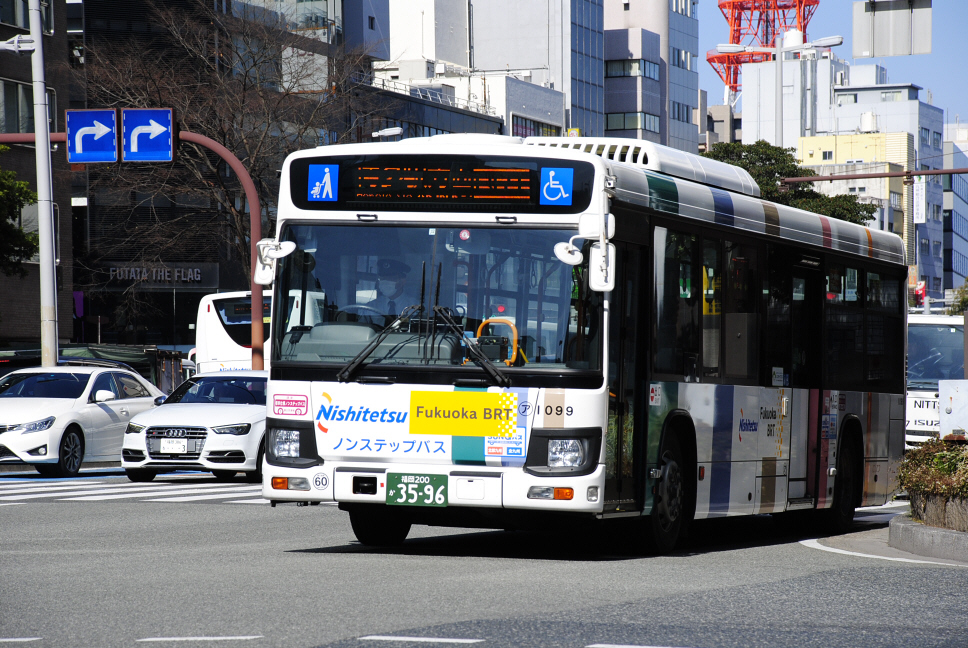
BRT代走

スカニア製シャーシ+ボルグレンOPTIMUSボディが7台(0101 - 0107)、メルセデスベンツ・シターロGが6台（0201・0204 - 0208）、計13台での運行となっている。0101・0102は2016年の運行開始時からの車両である。0103 - 0107と0201は第3段階実施時、0204 - 0208は2019年増発時に導入された。愛宕浜営業所にはOPTIMUS・シターロいずれも、那珂川営業所にはOPTIMUSのみ、アイランドシティ営業所にはシターロのみそれぞれ配置されている。
なお、検査・故障等の場合、担当各営業所配置の一般路線車が代走することがある。